# CzechRing
Autodrom CzechRing je závodní dráha v Parku 360 v Hradci Králové otevřená v září 2011. Je to třetí největší autodrom v České republice. Návrh projektu a chod autodromu zajišťuje automobilový závodník Karel Pohner.

## Popis autodromu
Autodrom CzechRing nabízí dva základní okruhy A a B sjízdné v obou směrech s možností dalšího prodloužení o plochu C. Součástí CzechRingu je mimoúrovňové křížení, které pokrývá stejně jako oba okruhy asfaltový povrch. Součástí této mostní konstrukce je také nadchod pro pěší, který umožňuje přechod hlavní dráhy A. 
Kromě více variant okruhů s různými povrchy disponuje areál oploceným pozemkem 
s parkovou úpravou, parkovištěm až pro 10 tisíc aut, velkým servisním depem, koncertním podiem nebo prodejními stánky. 